# On ne choisit pas ses voisins
 (février 2012).
Si vous disposez d'ouvrages ou d'articles de référence ou si vous connaissez des sites web de qualité traitant du thème abordé ici, merci de compléter l'article en donnant les références utiles à sa vérifiabilité et en les liant à la section « Notes et références ».
On ne choisit pas ses voisins est une émission de télévision française diffusée sur M6 depuis le 29 novembre 2011 et présentée par  Karine Le Marchand et Stéphane Plaza.

## Synopsis
Dans chaque émission 2 familles sont en crise car l'une des 2 familles sont des voisins insupportables. La mission de Stéphane et Karine est de régler cette concurrence entre les deux voisins et que tout rentre en ordre dans le quartier. 

## Diffusion
L'émission est programmée en deuxième partie de soirée le mardi à 22 h 30.

## Audimat
La première émission a réalisé une bonne audience en attirant 2,5 millions de téléspectateurs et plus de 30 % sur les ménagères de moins de 50 ans.

## Commentaires
Julien Courbet a accusé M6 de plagiat en copiant le concept que l'animateur avait proposé à la chaîne un an plus tôt. 
Les animateurs ont défendu la chaîne en répondant que le programme était adapté d'une émission hollandaise.
Pour l'instant la procédure de plainte est en cours.